# Maria dell'Incarnazione Guyart
Maria dell'Incarnazione, al secolo Marie Guyart (Tours, 28 ottobre 1599 – Québec, 30 aprile 1672), è stata una religiosa francese, fondatrice delle Orsoline del Canada. La Chiesa cattolica la venera come santa.

## Biografia
Figlia di panettieri, sposò il proprietario di un setificio ed ebbe da lui un figlio: rimase prestissimo vedova e rifiutò di contrarre nuove nozze. Decisa ad abbracciare la vita religiosa tra le carmelitane o le fogliantine, nel 1631 entrò nel monastero delle orsoline di Tours, appartenente alla congregazione di Bordeaux.
In monastero entrò in contatto con i missionari gesuiti in Canada e iniziò a progettare di trasferirsi nelle colonie: conobbe poi una ricca signora che intendeva mettere a disposizione una grossa somma per aprire una scuola per le bambine indiane del Canada, così nel 1639 lasciò Tours e fondò il primo monastero di orsoline a Québec.
Presto venne raggiunta da altre religiose. Poiché provenivano da congregazioni diverse, con regole e consuetudini diverse, Maria dell'Incarnazione preparò una nuova regola, che venne approvata dal vescovo François de Montmorency-Laval nel 1662.
Le orsoline si diffusero in tutto il Canada dando origine a numerosi monasteri indipendenti che, nel 1953, si sono fusi nell'Unione Canadese dell'Ordine di Sant'Orsola.
È stata proclamata beata da papa Giovanni Paolo II il 22 giugno 1980 nella basilica di San Pietro in Vaticano. È stata canonizzata da papa Francesco il 3 aprile 2014 con la canonizzazione equipollente.